# Cicurina troglodytes
Cicurina troglodytes là một loài nhện trong họ Dictynidae.
Loài này thuộc chi Cicurina. Cicurina troglodytes được Takeo Yaginuma miêu tả năm 1972.